# Willmar (Minnesota)
 For alternative betydninger, se Wilmar.
Willmar er en by og amtshovedstaad i Kandiyohi County, Minnesota, USA. Befolkningen var på 19.610 ifl. 2010 census.
Willmar har postnummer 56201.